# ルーカス・クラナッハ (子)
ルーカス・クラナッハ (子) (Lucas Cranach der Jüngere, 1515年10月4日 – 1586年1月25日)はルネサンス期のドイツの画家。

## 生涯
同名の著名な画家であったルーカス・クラナッハを父に持つ。父の工房で兄のハンス・クラナッハ（Hans Cranach: c 1513–1537）と共に絵画を学ぶが、1537年に兄ハンスが亡くなった後、父の工房でより大きな責任を引き継ぐことになった 。多くの肖像画や寓話的・神話的な作品を残したが、父親の作風を受け継いでいるため、どちらが描いたのか未だに判明していない作品もある。

## 主な作品
- キリストと姦淫の女 "Christus und die Ehebrecherin" (1532年以降) - 84x123 cm、エルミタージュ美術館
- 『アダムとエヴァ』(1537年以降) -アルテ・マイスター絵画館
- 『女性の肖像』(1539) - ティッセン＝ボルネミッサ美術館
- Stag hunt of Prince Johann Friedrich (1544) - 116 x 176,5 cm、美術史美術館、ウィーン
- ルーカス・クラーナハ (父) 77歳の肖像 "Portrait eines Lucas Cranach d. Ä" (1550) - 67×49 cm、ウフィツィ美術館、フィレンツェ

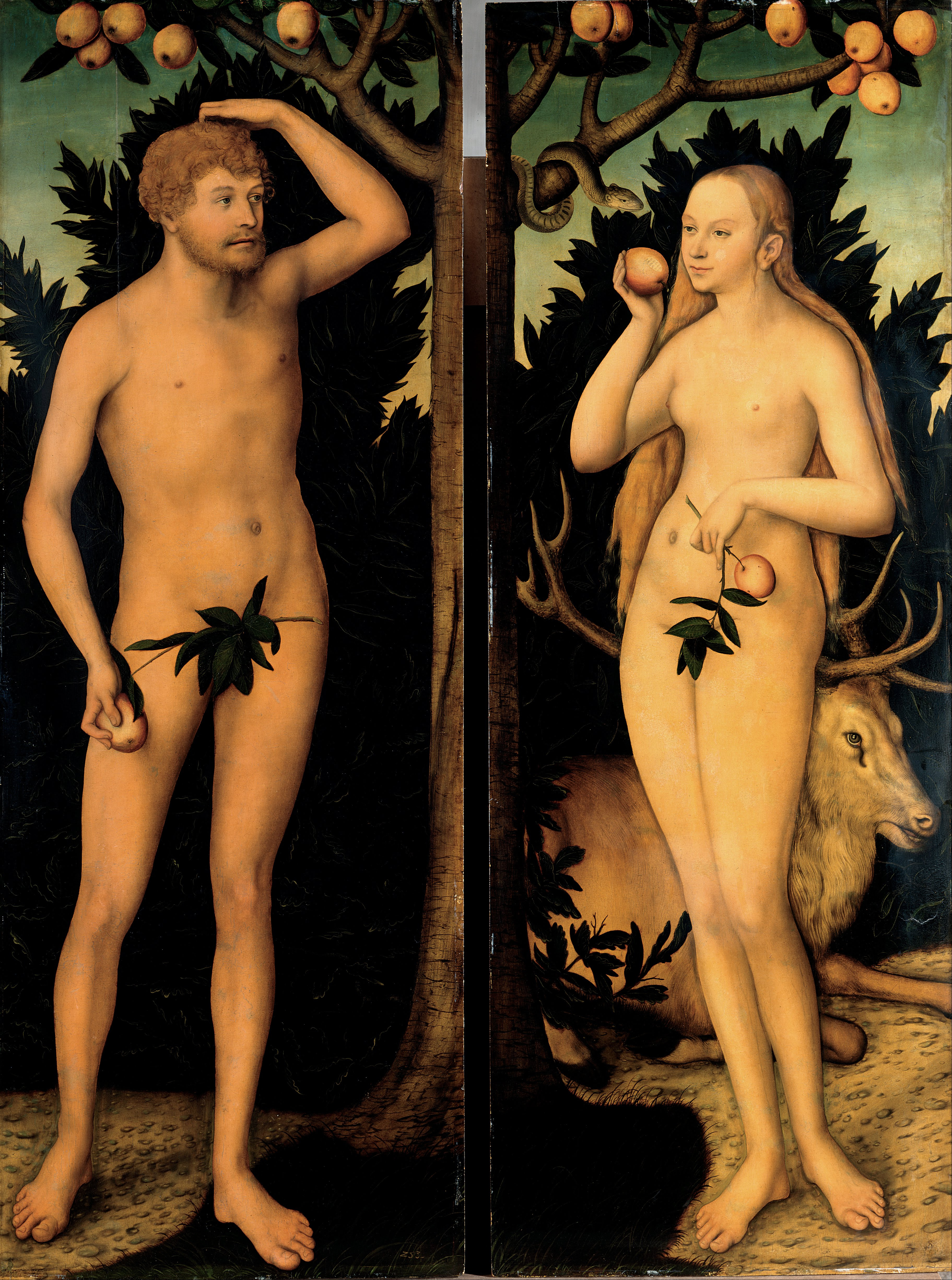
アダムとイブ アルテ・マイスター絵画館
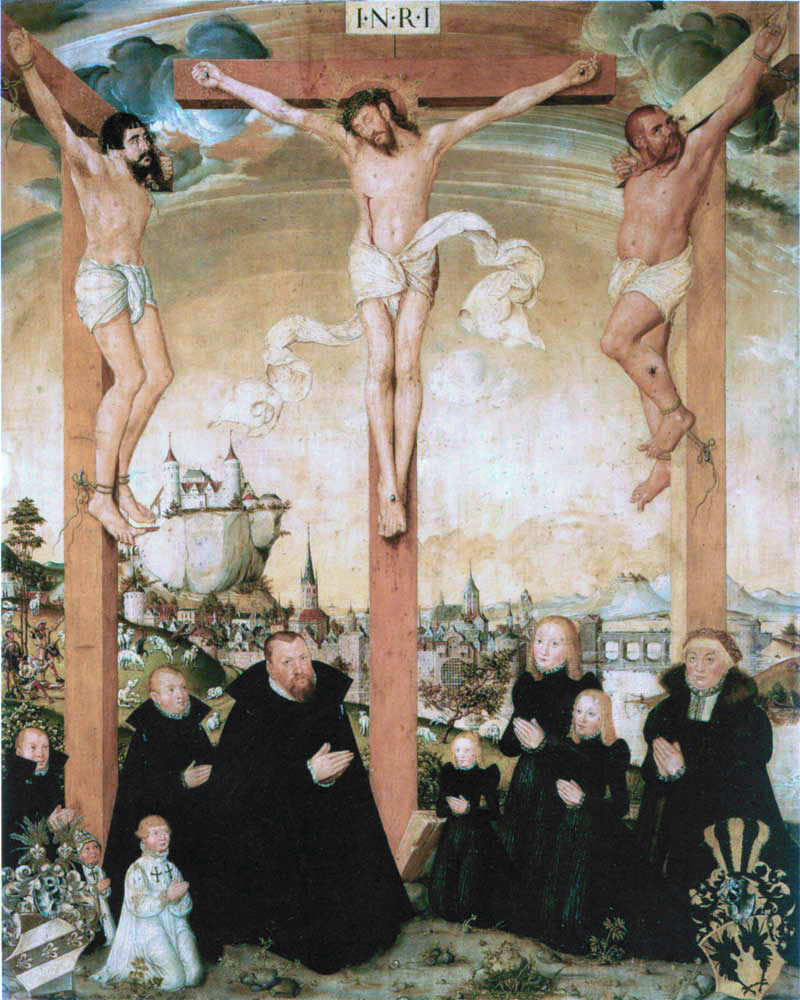
ルターシュタット・ヴィッテンベルクの教会のGeorg Cracowの家族を描いた追悼画(1563)
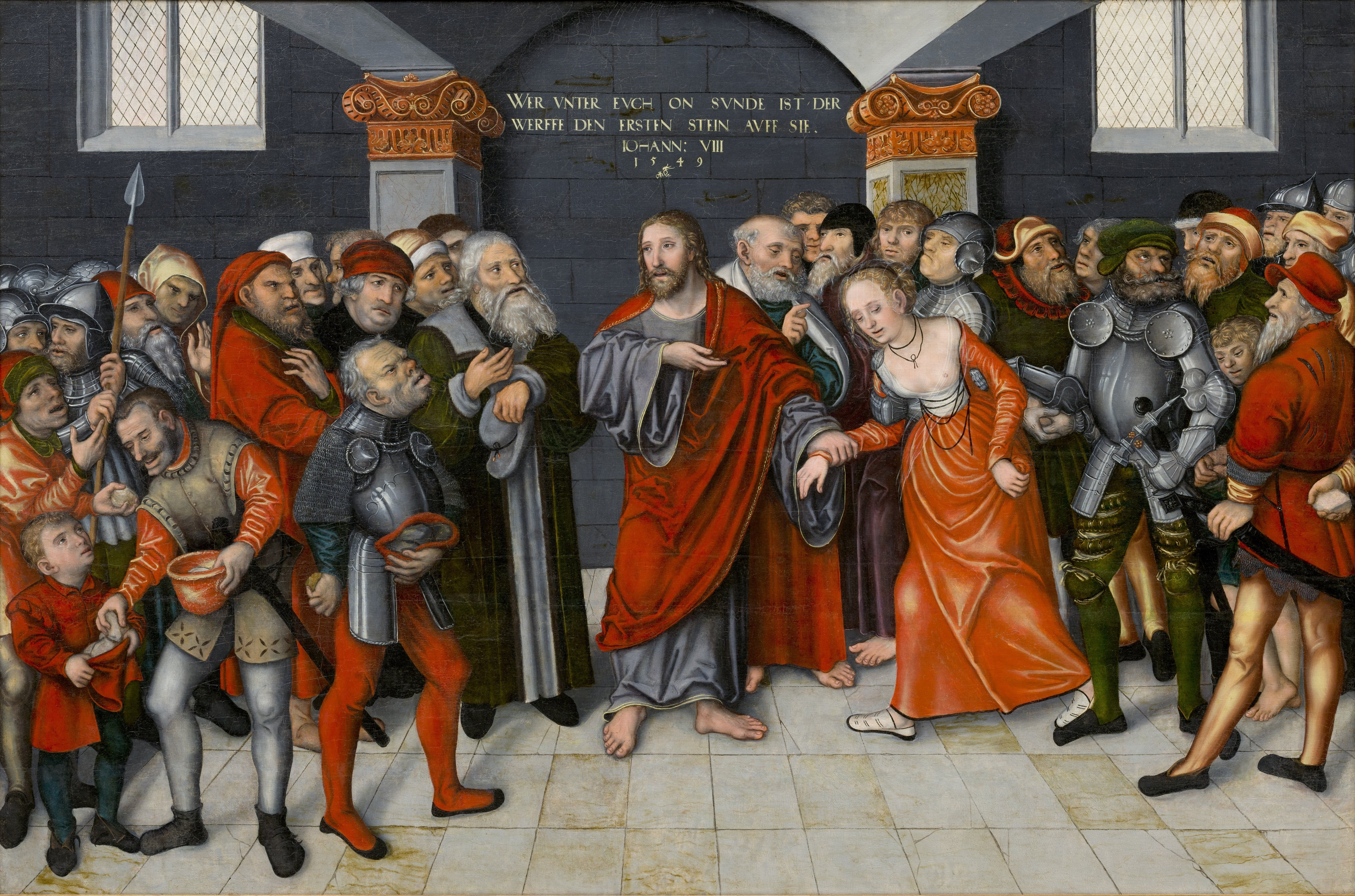
キリストと姦淫の女(1549) Bonnefantenmuseum